# Charles Plumier
Charles Plumier (20. dubna 1646, Marseille, Francie – 20. listopadu 1704, El Puerto de Santa María, Španělsko) byl francouzský botanik, po kterém jsou pojmenovány keře rodu Plumeria. Plumier je považován za jednoho z nejvýznamnějších botanických výzkumníků své doby. Podnikl tři výpravy do Západní Indie, které vyústily v jeho velké dílo Nova Plantarum Americanarum Genera (1703–1704). Byl jmenován botanikem francouzského krále Ludvíka XIV.

## Život
Narodil se v Marseille. Ve věku 16 let vstoupil do řeholního Řádu Nejmenších bratří sv. Františka z Pauly. Věnoval se studiu matematiky a fyziky, vyráběl fyzikální přístroje, byl vynikajícím kreslířem, malířem a soustružníkem.
Poté, co byl poslán do francouzského kláštera Trinità dei Monti v Římě, studoval botaniku u dvou členů řádu, a zejména u cisterciáckého botanika Paola Bocconeho. Po návratu do Francie se stal žákem Josepha Pittona de Tournefort, kterého doprovázel na botanických výpravách.

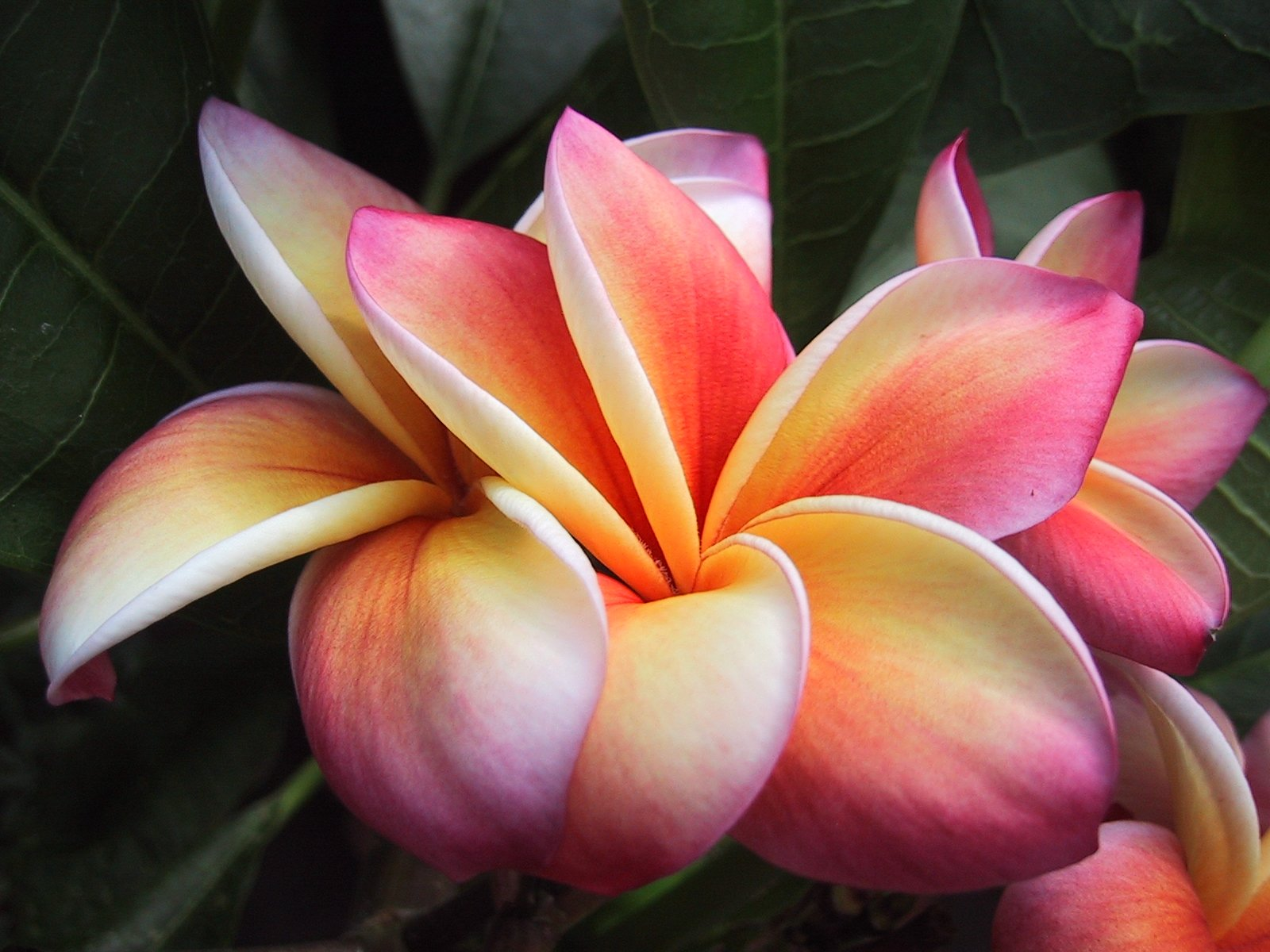
Plumérie červená (Plumeria rubra)

Prozkoumal také pobřeží Provence a Languedocu. Jeho práce začala v roce 1689, kdy na příkaz vlády doprovázel sběratele Josepha Donata Suriana na Francouzské Antily jako jeho ilustrátor a spisovatel. Zůstali tam rok a půl. Tato první cesta, jejíž plody Plumier zachytil v práci Description des Plantes d'Amérique (1693), se ukázala jako velmi úspěšná. Následně byl Plumier jmenován královským botanikem. 
V roce 1693 na příkaz krále Ludvíka XIV. podnikl  druhou a v roce 1695 třetí cestu na Antily. Během pobytu v Západní Indii mu pomáhal dominikánský botanik Jean-Baptiste Labat. Shromážděný materiál byl velmi rozsáhlý: kromě Nova Plantarum Americanarum Genera vznikly svazky Plumierova Filicetum Americanum (1703) a několik kratších textů pro Journal des Savants a Memoires de Trévoux.
V roce 1704, zatímco jeho kniha Traité des Fougères de l'Amérique již byla v tisku a zatímco se chystal na svou čtvrtou cestu, během níž chtěl zkoumat chinovník v Peru, onemocněl zánětem pohrudnice. Zemřel na jihu Španělska v Puerto de Santa Maria, poblíž Cádizu.
Plumier po sobě zanechal 31 svazků rukopisů obsahujících poznámky, popisy a asi 6 000 kreseb. Dvě třetiny z nich zobrazovaly rostliny, ostatní americká zvířata téměř všech tříd, zejména ptáky a ryby. Botanik Herman Boerhaave nechal v Paříži zkopírovat 508 těchto kreseb. Profesor botaniky v Amsterdamu Burmann tyto kresby později publikoval jako poctu Plumierovi pod názvem: "Plantarum americanarum, quas olim Carolus Plumerius botanicorum princeps detexit", fasc. IX (Amsterdam, 1755–1760).

## Úspěchy

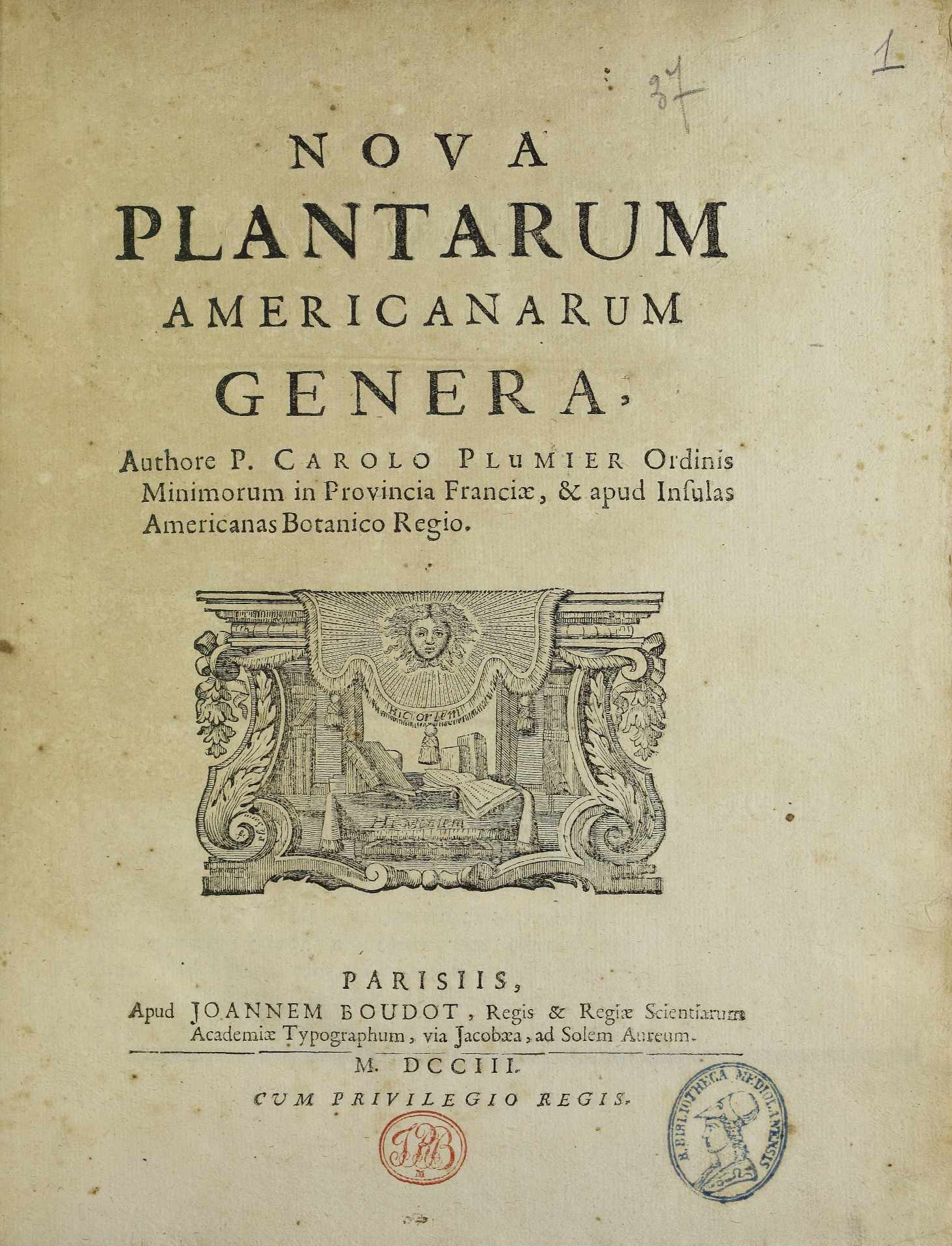
Nova plantarum americanarum genera, 1703

Přírodovědci 18. století mluvili o Plumierovi s obdivem. Tournefort a Linné pojmenovali na jeho počest rod Plumeria. Je po něm pojmenována také ryba Sicydium plumieri (Bloch, 1786).
- Plumier identifikoval a popsal fuchsii, kterou objevil na ostrově Hispaniola v Karibiku v letech 1696-7. Svůj první popis fuchsie (Fuchsia triphylla, flore coccineo) publikoval v roce 1703.
- Plumier pojmenoval rostlinný rod Begonia po Michelu Bégonovi, guvernérovi Haiti, jako poctu za doporučení Plumiera coby oficiálního sběratele rostlin králi Ludvíku XIV.
- Jeho prvním dílem byl Description des plantes de l'Amérique (Paříž, 1693); obsahoval 108 tabulí, z nichž polovina představovala kapradiny. Následovaly Nova plantarum americanarum genera (Paříž, 1703–1704), se 40 tabulemi; v této práci bylo znovu popsáno asi 100 rodů se zhruba 700 druhy. Tyto a další nově popsané rody uspořádané Plumierem později přijal téměř beze změny do svého systému Carl Linné. Dalším dílem, které Plumier zanechal připravené k tisku ve francouzštině a latině, bylo Traité des fougères de l'Amérique (Paříž, 1705), které obsahovalo 170 tabulí. Ze zmíněných děl byla sestavena publikace Filicetum Americanum (Paříž, 1703) s 222 tabulemi.
- Plumier také napsal další knihu zcela odlišného charakteru – o soustružení, L'Art de tourner (Lyons, 1701; Paříž, 1749); do ruštiny ji přeložil ruský car Petr Veliký. Rukopis překladu je uložen v Petrohradě.